# سي روبرتسون
سي روبرتسون هو كاتب سير ذاتية وسياسي أمريكي، ولد في 27 أبريل 1948 في فيفيان في الولايات المتحدة.

## وصلات خارجية
- سي روبرتسون على موقع ميوزك برينز (الإنجليزية)